# Международная организация виноградарства и виноделия
Международная организация виноградарства и виноделия (на фр. Organisation Internationale de la vigne et du vin; аббревиатура OIV) является межправительственной организацией, которая занимается техническими и научными аспектами виноградарства и виноделия. Область деятельности OIV включает производство винограда для всех целей, то есть не только для вина, но также производство столового винограда и изюма.
Одним из направлений деятельности OIV является составление глобальной статистики в своей области.
OIV расположена в Париже, и по состоянию на 2013 год насчитывала 45 государств-членов.

## История
Ранними предшественниками OIV можно считать международные конференции, проводимые как реакция на эпифитотию филлоксеры 19-го столетия, в частности Конгресс Монпелье, в котором участвовало пять государств, проводившийся с 26 октября по 30 октября 1874 года. Идея международной организации возникала несколько раз в течение следующих десятилетий, и, наконец, 29 ноября 1924 года восемь стран подписали соглашение, касающееся создания Международного винного офиса (Office international du vin, OIV) в Париже. После этого соглашение было представлено государствам-участникам для ратификации. Первая рабочая сессия состоялась в «зале с часами» (фр. Salon de l'Horloge) здания министерства иностранных дел Франции в Париже 5 декабря 1927 года. 4 сентября 1958 года название организации было изменено на Международное бюро по виноградарству и виноделию (Office International de la Vigne et du Vin).

Нынешняя Международная организация виноградарства и виноделия была создана в соответствии с соглашением 35 стран от 3 апреля 2001 г. и заменила Международное бюро виноградарства и виноделия. Это соглашение вступило в силу 1 января 2004 года.
- Алжир
- Аргентина
- Армения
- Австралия
- Австрия
- Азербайджан
- Бельгия
- Босния и Герцеговина
- Бразилия
- Болгария
- Чили
- Хорватия
- Кипр
- Чехия
- Финляндия
- Франция
- Грузия
- Германия
- Греция
- Венгрия
- Индия
- Израиль
- Италия
- Ливан
- Люксембург
- Северная Македония
- Мальта
- Молдова
- Черногория
- Марокко
- Нидерланды
- Новая Зеландия
- Норвегия
- Перу
- Португалия
- Румыния
- Россия
- Сербия
- Словакия
- Словения
- ЮАР
- Испания
- Швеция
- Швейцария
- Турция
- Уругвай
- Узбекистан

## Научное определение цвета вина
Международная организация виноградарства и виноделия предоставляет методы для оценки цвета вина с использованием спектрофотометра и расчета показателей в формате LAB.

## Решения
В 2013 году OIV принял резолюцию, в которой «рекомендуется получать и разрабатывать новые сорта, которые имеют множественные [...] локусы устойчивости, чтобы снизить риск выживания и развития более агрессивных штаммов патогенов», особенно для ложной и мучнистой росы.